# Hassel (art)
Hassel (Corylus avellana), også kaldet skovhassel, er en mangestammet oftest 3-5 meter høj busk af birkefamilien, naturligt udbredt i Europa og Asien. Den kan af og til blive næsten træagtig med en skærmformet krone, og den er rapporteret i en størrelse på op til 15 m.

## Beskrivelse
Barken er først lyst gråbrun med korte, stive hår. Senere bliver den blank og mørkebrun med lyse korkporer. Gamle grene kan have furet, grå bark. Knopperne er spredte, ægformede og flade ind mod skuddet. Skællene er lysegrønne eller lysebrune.
Bladene er runde eller omvendt ægformede med rundtakket rand og kort spids. Oversiden er friskt grøn og dunet af mange, bløde hår, mens undersiden er lysegrøn. Hele vinteren ses de hængende hanrakler. Blomstringen finder sted før løvspring, ofte i marts-april, men kan begynde i januar. I foråret kommer de røde støvfang frem af nogle af knopperne. Frugterne er nødder, der sidder op til fire sammen i hver sin "has" (dækblad). Frøene modner godt og spirer villigt i Danmark.
Rodnettet består af godt forgrenede hovedrødder, der når både langt ud og dybt ned. De fine rødder ligger lige under jordoverfladen.
Højde x bredde og årlig tilvækst: 6 x 4 m (30 x 20 cm/år).

## Voksested
Hassel findes overalt i Europa på fugtig og mineralrig jordbund, hvor den danner krat, skovbryn og underskov i frodige ege-blandingsskove. Den trives bedst på let-fugtig næringsrig jordbund. Den kan stå både i sol og i halvskygge som undervækst. Den tåler vind og saltholdig luft, og er almindelig op til 500 m.o.h. i stenrøse og på tørre bakker langs med kysten op til polarcirkelen. Hassel ses så langt nord som i Steigen.
Nordeuropas største hasselskov ligger i Eikedalen ved Eikesdalsvatnet i Nesset kommune i Romsdal. Fra 1700-tallet plukkede lokalbefolkningen hasselnødder i skoven, som i 1939 gav 14 tons hasselnødder. 2019 blev et nyt rekordår.

## Pleje og anvendelse
Hassel klarer kraftig beskæring godt og kan anvendes til kant- og indplantning i både læplantninger, skovbryn og vildtplantninger. Hasselnødderne (frugten) er vigtig føde for mus, egern og mange større fugle. Bladene omsættes hurtigt og virker jordforbedrende. Stammerne bliver meget sjældent over 100 år gamle, men skyder fra rodhalsen, så gamle planter danner en ring af stammer.
Skovhassel er et skyggetræ. Hanraklerne forlænges, så snart jordtemperaturen kommer over 5 °C. Busken er en god bestøver for storfrugtet hassel (Corylus x maxima). Den angribes alvorligt af hasselknopgalmiden (opsvulmede, ærterunde knopper) og nøddesnudebillen ("orm" i nødderne).
Hasselen er indført af mennesket meget tidligt, og de lange tynde stammer fra stævningen blev brugt til fiskeruser, hegn mm.
Hasselnødder er en næringsrig og velsmagende spise, og hassel dyrkes derfor som kulturplante. Den dyrkes de fleste steder i Europa samt i lande som Kina, Australien og USA.
I norrøn tid afmærkede man ved holmgang kamppladsen med hasselstænger.